# RealGeek
RealGeek je internetový obchod zabývající se prodejem merchandisingu influencerů a youtuberů z České a Slovenské republiky. Obchod provozuje společnost Internet Ninjas s. r. o.

## Historie
Obchod byl založen roku 2011 jako rodinný projekt sourozenců Terezy a Jana Bartekových. Původním cílem byla geek komunita, avšak firma zareagovala na vzrůstající zájem o youtubery a přeorientovala se na trh s youtuberským merchem. Na začátku roku 2013 vytvořili první edici triček ve spolupráci s youtuberem GoGoManTV. Následovala spolupráce s předními českými a slovenskými youtubery.
Vedle webu RealGeek byl také spuštěn web MerchMaster, na kterém si lidé mohli nechat navrhnout a prodávat vlastní merchandising.
Roku 2014 uspořádali první letní tábor s youtubery a influencery nazvaný GeekCamp. Tábor se konal v Chotěboři a účastnily se jej internetové osobnosti jako Stejk, MadBros či Martin Rota, později například Lukefry, Annie Camel nebo Peca.. Od roku 2017 se tábor koná v rekreačním středisku Palkovické Hůrky.
V roce 2017 byla otevřena kamenná prodejna RealGeek na Praze 3.

## Kontroverze
Roku 2017 se na internetu objevila stránka odhalenibabise.cz, slibující odhalení největšího skandálu české politiky. Na stránce probíhal odpočet, po jehož konci se objevila pouze výzva ke koupi trička na portálu MerchMaster. Objevily se pochybnosti, že tento krok měl zviditelnit portál MerchMaster. Firma však vydala prohlášení, ve kterém všechna obvinění popírá. Také samotnou kampaň na portálu smazala.